# Cinuit di Alt Clut
Cinuit (fl. V secolo) fu sovrano di Alt Clut nel tardo V secolo.
Secondo le Harleian genealogies era figlio di Ceretic. Sarebbe stato il padre di Dumnagual Hen. Non si sa nient'altro su di lui.